# Intoleranță (film)
Intoleranță (Intolerance) este un film mut, realizat în anul 1916, regizat de D. W. Griffith și este considerat una dintre marile capodopere ale erei filmului mut. 
Filmul conține trei ore și jumătate de racorduri epice, reprezentând patru narațiuni paralele, fiecare fiind separată de câteva secole: (1) O melodramă a crimei și răscumpărării; (2) O poveste iudaică: Misiunea lui Hristos și moartea acestuia; (3) O poveste franțuzească: evenimentele din preajma masacrului de ziua Sfântului Bartolomeu din 1572; și (4) O poveste Babiloniană: Căderea imperiului Babilonian din 539 îHr. Fiecare poveste are propria nuanță în print-ul original. Scenele sunt legate prin secvențe reprezentând simbolul "Maternității Eterne", legănând un pătuț de copil. 
Filmul Intolerance a fost realizat ca răspuns pentru criticile aduse filmului precedent al lui Griffith, Nașterea unei națiuni (1915),  care a fost criticat de către NAACP și alte grupuri pentru încurajarea stereotipurilor rasiale și glorificarea organizației Ku Klux Klan.

## Distribuție
În ordinea apariției:
- Lillian Gish ... Eternal Motherhood
- Vera Lewis ... Mary T. Jenkins
- Mae Marsh ... The Dear One
- Fred Turner ... The Dear One's father, a worker at the Jenkins Mill
- Robert Harron ... The Boy
- Josephine Crowell ... Catherine de Medici, the Queen-mother
- Joseph Henabery ... Admiral Coligny
- Constance Talmadge ... Margareta de Valois
- W. E. Lawrence ... Henric de Navarra
- Margery Wilson ... Brown Eyes
- Eugene Pallette ... Prosper Latour
- Sam de Grasse ... Mr. Jenkins, mill boss
- Constance Talmadge ... The Mountain Girl (second role in film)
- Elmer Clifton ... The Rhapsode, a warrior-singer
- Tully Marshall ... Marele Preot al lui Bel-Marduk
- The Ruth St. Denis Dancers[3]... Dancing girls
- Alfred Paget ... Prince Belshazzar
- Carl Stockdale ... King Nabonidus, father of Belshazzar
- Elmo Lincoln ... The Mighty Man of Valor, guard to Belshazzar
- Seena Owen ... The Princess Beloved, favorite of Belshazzar
- Miriam Cooper ... The Friendless One, former neighbor of the Boy and Dear One
- Walter Long ... Musketeer of the Slums
- Bessie Love ... The Bride
- George Walsh ... The Bridegroom
- Howard Gaye ... The Nazarene
- Lillian Langdon ... Mary, the Mother
- Spottiswoode Aitken ... Brown Eyes' father
- George Siegmann ... Cirus al II-lea cel Mare
- Max Davidson... tenement neighbor of Dear One
- Douglas Fairbanks ... Drunken Soldier with monkey (uncredited extra)
- Lloyd Ingraham ... Judge (Modern Story)
- Tom Wilson ... The Kindly Officer (Kindly Heart)
- Ralph Lewis ... The Governor